# Martin Ebers
Martin Ebers (* 4. September 1970 in Berlin-Lichterfelde) ist ein deutscher Rechtswissenschaftler. Seit 2019 ist er Professor für IT-Recht an der Universität Tartu in Estland. Außerdem ist der Mitgründer sowie Präsident der Robotics & AI Law Society (RAILS e.V.) sowie Co-Direktor des Instituts für Energie- und Wettbewerbsrecht in der Kommunalen Wirtschaft e.V. an der Humboldt-Universität zu Berlin.

## Leben
Martin Ebers studierte Rechtswissenschaften, Philosophie und Musikwissenschaften an der Freien Universität Berlin. Im Jahre 2001 wurde er an der Humboldt-Universität zu Berlin zum Doctor iuris promoviert. In den Jahren 2001–2007 arbeitete Ebers als Wissenschaftlicher Assistent am Centrum für Europäisches Privatrecht an der Westfälischen Wilhelms-Universität Münster. In den Jahren 2007–2015 folgten Forschungs- und Lehraufenthalte u. a. an der Universität Barcelona und Eötvös-Loránd-Universität. Im Jahr 2016 wurde Ebers an der Humboldt-Universität zu Berlin habilitiert und erhielt die venia legendi für Bürgerliches Recht, Europäisches Privat- und Wirtschaftsrecht, Privatversicherungsrecht sowie Rechtsvergleichung. Es folgten Professurvertretungen an der Leibniz Universität Hannover sowie an der Europa-Universität Viadrina Frankfurt (Oder) sowie regelmäßige Gastprofessuren an der Universität Turin.
Im Jahre 2017 gründete Martin Ebers die [Robotics & AI Law Society / Rechtswissenschaftliche Gesellschaft für Robotik und Künstliche Intelligenz (RAILS e.V.), deren Präsident er bis heute ist.
Seit 2019 ist Martin Ebers Professor für IT-Recht an der Universität Tartu in Estland. Im Jahre 2022 erhielt er von der Wallenberg-Stiftung (Wallenberg AI, Autonomous Systems and Software Program) eine Förderung für eine fünfjährige Gastprofessur an der Universität Örebro, um mit seinem Team zum Thema „Private Rule-making and European Governance of AI and Robotics“ zu forschen.
Ebers ist in gerader Linie verwandt mit dem Ägyptologen und Buchautor Georg Ebers.

## Wirken
Die Schwerpunkte der Forschung sowie in den Veröffentlichungen von Martin Ebers liegen im IT-Recht, insbesondere in den Bereichen Künstliche Intelligenz und Robotik, sowie im Deutschen und Europäischen Privat- und Wirtschaftsrecht.
Ebers ist Mitherausgeber zahlreicher Zeitschriften, insbesondere der Zeitschrift Verbraucher und Recht (VuR), Recht Digital (RDi) und Legal Tech Zeitschrift (LTZ). Daneben ist er Mitherausgeber der im Nomos-Verlag erscheinenden Buchreihe „Datenrecht und neue Technologien“ sowie der bei Springer Nature erscheinenden Buchreihe „Data Science, Machine Intelligence, and Law“.
Ebers hat an zahlreichen Forschungsvorhaben auf dem Gebiet des Europäischen Privatrechts, einschließlich mehrerer Gutachten und Studien für die Europäische Kommission mitgewirkt. Von 2019 bis 2022 wirkte er als Principle Investigator an der Universität Tartu am Projekt „Machine learning and AI powered public service delivery“ mit. Seit 2019 ist er Principle Investigator im Projekt „Legal Aspects of Geriatronics“ innerhalb der Leuchtturminitiative „Geriatronics“, Munich Institute of Robotics and Machine Intelligence (MIRMI) der Technischen Universität München und seit 2023 Principle Investigator im Projekt “Private Rule-Making and European Governance of AI & Robotics” an der Örebro University in Schweden im Rahmen des WASP-HS Programs “The Wallenberg AI, Autonomous Systems and Software Program – Humanities and Society”.

## Schriften (Auswahl)

### Monografien
- Rechte, Rechtsbehelfe und Sanktionen im Unionsprivatrecht, Jus Privatum 212, Mohr Siebeck, Tübingen 2016, ISBN 978-3-16-154870-3 (Habilitationsschrift)
- Obligaciones, contratos y protección del consumidor en el Derecho de la Unión Europea y los Estados Miembros, Ara Editores, Lima (Peru) 2015 & Buenos Aires (Argentina), 317 Seiten, ISBN 978-612-4298-05-9
- Die Überschußbeteiligung in der Lebensversicherung, Nomos, Baden-Baden 2001, ISBN 978-3-7890-7451-6 (Doktorarbeit)

### Herausgegebene Werke (Auswahl)
- Stichwortkommentar Legal Tech, Nomos, Baden-Baden 2023, ISBN 978-3-8487-7180-6
- Mit Cristina Poncibo und Mimi Zou: Contracting and Contract Law in the Age of Artificial Intelligence, Hart Publishing, Oxford and Portland, Oregon 2022, ISBN 978-1-5099-5068-3.
- Mit Marta Cantero Gamito: Algorithmic Governance and Governance of Algorithms: Legal and Ethical Challenges, Springer, Cham 2020, ISBN 978-3-030-50559-2
- Mit Susana Navas: Algorithms and Law, Cambridge University Press, Cambridge 2020, 297 Seiten, ISBN 978-1-108-34784-6
- Mit Christian Heinze, Tina Krügel und Björn Steinrötter: Rechtshandbuch Künstliche Intelligenz und Robotik, C.H. Beck, München 2020, 1034 Seiten, ISBN 978-3-406-74897-4
- Mit André Janssen und Olaf Meyer: European Perspectives on Producers’ Liability. Direct Producers’ Liability for Non-conformity and the Sellers’ Right of Redress, Sellier European Law Publishers, München 2009, ISBN 978-3-86653-862-7
- Mit Hans Schulte-Nölke und Christian Twigg-Flesner: EC Consumer Law Compendium. The Consumer Acquis and its transposition in the Member States, München 2008, 529 Seiten, ISBN 978-3-86653-063-8
- Mit Gianmaria Ajani: Uniform Terminology for European Contract Law, Nomos, Baden-Baden 2005, ISBN 978-3-8329-1617-6
- Mit Reiner Schulze und Hans Christoph Grigoleit (eds.): Information Requirements and Formation of Contract in the Acquis Communautaire – Informationspflichten und Vertragsschluss im Acquis communautaire, Mohr Siebeck, Tübingen 2003, ISBN 978-3-16-148126-0

## Aufsätze (Auswahl)
- Artificial Intelligence, Contracting and Contract Law in the Age of Artificial Intelligence: An Introduction, Martin Ebers/Cristina Poncibo/Mimi Zou (eds.), Contracting and Contract Law in the Age of Artificial Intelligence, Hart Publishing, 2022, 19–40.
- Automating due process – the promise and challenges of AI-based techniques in consumer online dispute resolution, Xandra Kramer/Jos Hoevenaars/Betül Kas/Erlis Themeli (eds.), Frontiers in Civil Justice: Privatisation, Monetisation and Digitisation, Edward Elgar Publishing 2022, pp. 142–168.
- Standardizing AI – The Case of the European Commission’s Proposal for an Artificial Intelligence Act, Larry A. DiMatteo/Cristina Poncibò/Michel Cannarsa (eds.), The Cambridge Handbook of Artificial Intelligence: Global Perspectives on Law and Ethics, Cambridge University Press, Cambridge 2022, pp. 321–344.
- Anonymity Assessment – A Universal Tool for Measuring Anonymity of Data Sets under the GDPR with a Special Focus on Smart Robotics, together with Michael Kolain and Christian Grafenauer, (2022) 48(2) Rutgers Computer and Technology Law Journal 174–223.
- Civil liability for autonomous vehicles in Germany, Martin Schmidt-Kessel (ed.), German National Reports on the 21st International Congress of Comparative Law, Tübingen 2022, pp. 157–203.
- The European Commission’s Proposal for an Artificial Intelligence Act—A Critical Assessment by Members of the Robotics and AI Law Society (RAILS), together with Veronica Hoch, Frank Rosenkranz, Hannah Ruschemeier and Björn Steinrötter, Journal “J” 2021, 4, pp. 589–603.
- Liability for Artificial Intelligence and EU Consumer Law, 12 (2021) JIPITEC 204–221.
- Legal Tech and EU Consumer Law, Michel Cannarsa/Larry A. diMatteo/Mateja Durovic/Francisco de Elizalde/André Janssen/Pietro Ortolani (eds.), The Cambridge Handbook of Lawyering in the Digital Age, Cambridge University Press, Cambridge 2021, pp. 195–219.
- Regulating AI and Robotics: Ethical and Legal Challenges, Martin Ebers/Susana Navas Navarro (eds.), Algorithms and Law, Cambridge 2020, pp. 37–99.